# 臭化テトラメチルホスホニウム
臭化テトラメチルホスホニウム（しゅうかテトラメチルホスホニウム、英: Tetramethylphosphonium bromide）は化学式(CH3)4PBrで表される第四級ホスホニウム塩である。
テトラメチルホスホニウムカチオンと臭化物アニオンから構成される白色の水溶性固体である。トリメチルホスフィンにブロモメタンを反応させることで合成される。

## 反応

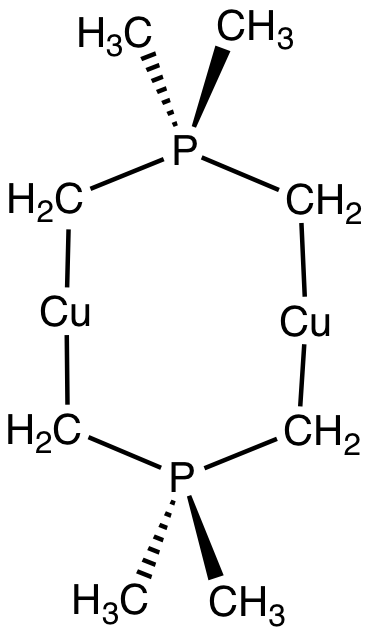
Cu_{2}[Me_{2}P(CH_{2})_{2}]_{2}の構造

脱プロトン化によりメチレントリメチルホスフィンイリドが得られる。また、このリンイリドは2回目の脱プロトン化にも耐えることができる。
(CH3)4PBr  +  BuLi →  (CH3)3P=CH2  +  LiBr  +  BuH
(CH3)3P=CH2  +  BuLi →  (CH3)2P(CH2)2Li  +  BuH
そうして得られるアニオン種(CH3)2P(CH2)2-は二核銅錯体Cu2[Me2P(CH2)2]2など、様々な配位錯体の前駆体として用いられる。